# NGC 984
NGC 984 est une vaste galaxie lenticulaire située dans la constellation du Bélier. NGC 984 a été découverte par l'astronome français Édouard Stephan en 1871.

## Caractéristiques
Sa vitesse par rapport au fond diffus cosmologique est de 4 123 ± 18 km/s, ce qui correspond à une distance de Hubble de 60,8 ± 4,3 Mpc (∼198 millions d'al).
NGC 984 est une galaxie à noyau actif et c'est aussi une radiogalaxie à spectre continu (Flat-Spectrum Radio Source).